# M/Y Vi Tre
M/Y Vi Tre är en fritidsmotorbåt från 1907.
M/Y Vi Tre konstruerades av Carl Gustaf Pettersson och byggdes i hondurasmahogny av AB Gustaf Ericssons Automobilfabrik i Stockholm.
Hon k-märktes 2011 av Sjöhistoriska museet i Stockholm.

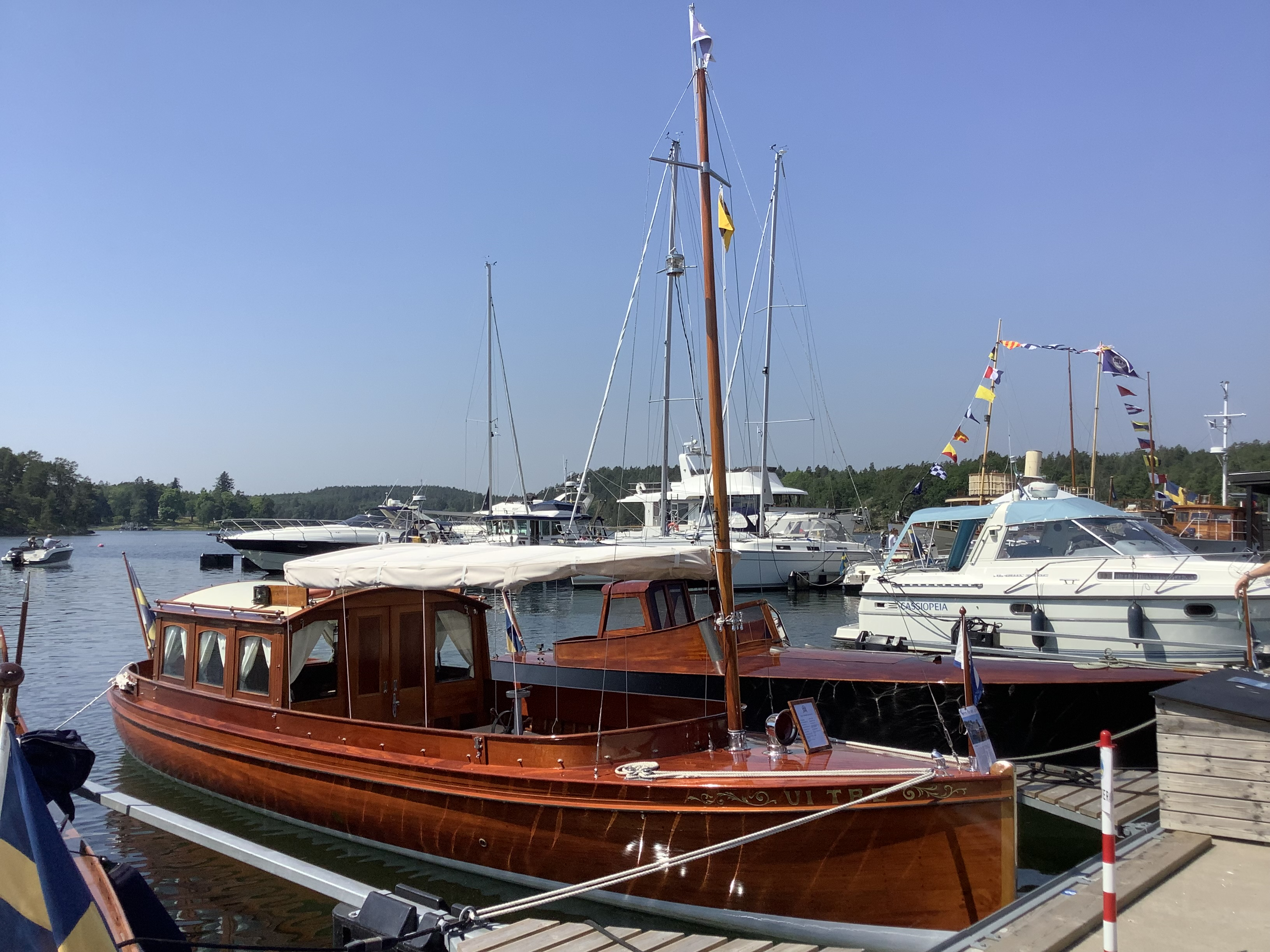
Vi Tre i Gustavsbergs hamn, 2021.
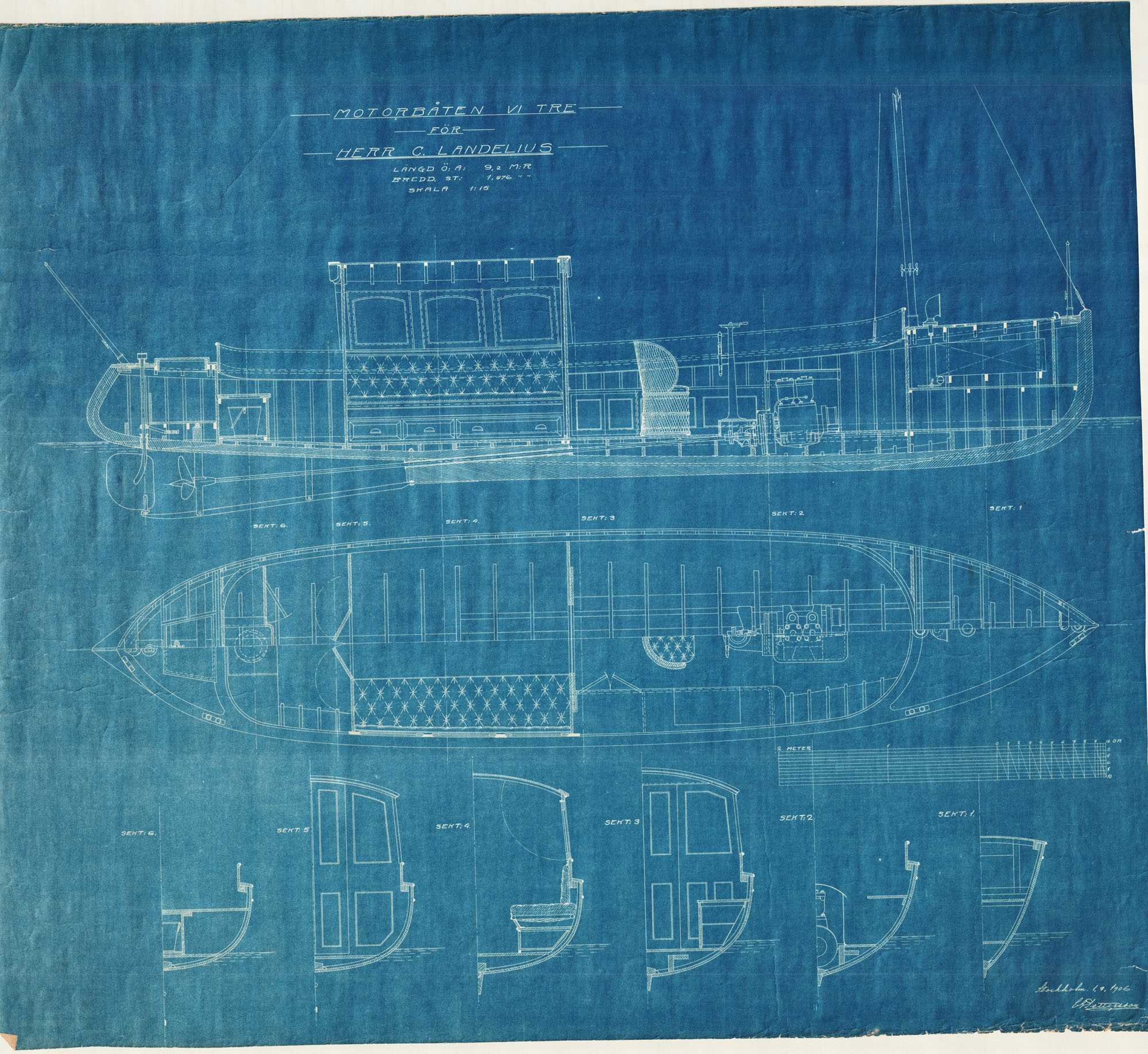
Ritning MY Vi Tre (1907) - 1979 23 143 a